# サンドリオン (声優ユニット)
サンドリオン（SoundOrion）は、スターダストプロモーション声優部に所属する女性声優4人による声優ユニット。2017年に結成され、2024年12月の解散まで約8年間活動した。コンセプトは「声の力で世界に煌めけ」。

## 概要
俳優や音楽アーティストのマネージメントを中心に行ってきたスターダストプロモーションが2016年に新設した声優部発のユニット。声優部第1回オーディションを経て同事務所に所属となり、ニコニコチャンネル「スタダ声優部チャンネル(仮)」での生放送「スタヴァ！」に出演していた新人声優により結成された。
結成時のメンバー7名のうち4名は、同じくスターダストプロモーションによる「スターゲーマーズプロジェクト」のユニット、「スタダGG!（スターダストゲームガールズ）」のメンバーも兼任していた。
2017年2月1日のユニット誕生公表後、同年3月10日開催のイベントより活動を開始。
2022年12月24日に行われたイベントにて、2023年に日本コロムビアよりメジャーデビューすることを発表。
2023年5月17日、メジャー1stシングルとなる『Angel Ladder』をリリース。
2024年11月4日、同年12月25日開催のワンマンライブをもって解散することを発表。
2024年12月25日、ラストライブ「Sound Orion Live Finale 〜メリーメニーメモリーズ!!!!〜」の公演をもって解散した。

## メンバー
解散時
| 名前                          | 出身地 | 生年月日               | 血液型 | メンバーカラー | 活動期間 | 備考     |
| ----------------------------- | ------ | ---------------------- | ------ | -------------- | -------- | -------- |
| 黒木ほの香（くろき ほのか）   | 大阪府 | 1995年10月21日（29歳） | AB     | オレンジ       | 全期間   | [ 注 3 ] |
| 小峯愛未（こみね あみ）       | 大阪府 | 1995年2月26日（30歳）  | O      | 赤             | 全期間   | [ 注 4 ] |
| 小山百代（こやま ももよ）     | 北海道 | 1995年11月30日（29歳） | A      | 緑             | 全期間   | リーダー |
| 汐入あすか（しおいり あすか） | 千葉県 | 1997年9月27日（27歳）  | AB     | 紫             | 全期間   | [ 注 6 ] |

旧メンバー
| 名前                      | 出身地 | 生年月日               | 血液型 | メンバーカラー | 活動期間              | 備考     |
| ------------------------- | ------ | ---------------------- | ------ | -------------- | --------------------- | -------- |
| 川田澪（かわだ みお）     | 宮城県 | 1997年6月17日（27歳）  | A      | 青             | 結成 - 2017年11月22日 | [ 注 7 ] |
| 会沢紗弥（あいざわ さや） | 埼玉県 | 1999年9月9日（25歳）   | 不明   | ピンク         | 結成 - 2019年5月5日   | [ 注 8 ] |
| 成海瑠奈（なるみ るな）   | 広島県 | 1995年11月19日（29歳） | O      | 黄色           | 結成 - 2021年10月18日 | [ 注 9 ] |

## 来歴

### 2016年
- 4月 - スターダストプロモーション制作3部（現 第三事業部）に新設された声優部へ所属。第1回オーディションにて約5000人の中から選ばれる[20][2]。
- 8月24日 - ニコニコチャンネル「スタダ声優部チャンネル(仮)」にて生放送「スタヴァ！」の配信を開始[注 10]。

### 2017年
- 1月 - スターダストプロモーション声優部所属の声優7人で結成[21]。
- 2月1日 - ニコニコ生放送「スタヴァ！」にてユニットの誕生を公表。
- 2月27日 - LINE LIVEにて特番「サンドリオンってなに！？」を配信。
- 3月10日 - 新宿アニメイトにて初イベント「サンドリ・オン・ステージ 〜はじめましての舞踏会〜」を開催。
- 7月12日 - テレビアニメ「捏造トラップ-NTR-」で4〜6話のエンディングテーマとして「メグル・オモイ・メグル」の起用が決定[22]。初のタイアップとなる。
- 11月21日 - スターダストプロモーション声優部オフィシャルブログにて、翌22日開催の「ジュウ・サンドリ・オン・ステージ」をもって川田澪がユニットを脱退し、スターダストプロモーションからも退所することを発表[23]。
- 12月22日 - STUDIO Deeにて初のワンマンライブ「聖☆ドリオンパーティ2017」を開催。

### 2018年
- 3月21日 - STUDIO Deeにて1周年記念ワンマンライブ「サンドリオン1st Anniversary Live 〜BU・TOH・KAI〜」を開催。
- 6月9日 -  1stミニアルバム『わ』発売。
- 8月11日 - 渋谷WOMBにて3度目のワンマンライブ「SAN☆SUNふぇす2018 〜祭りだ『わ』っしょい！〜」を開催。
- 9月6日 - 公式Twitterアカウントを開設[24]。
- 12月26日 - ミニライブイベントにて、2ndミニアルバムのタイトルや収録曲、CDジャケットが公開された[25]。

### 2019年
- 2月1日 - 2ndミニアルバム『WANDERLAND』発売[26]。
- 2月10日 - 下北沢GARDENにて4度目のワンマンライブ「サンドリオン記念日 〜ドリオンズとの702日〜」を開催[27]。
- 4月13日 - スターダストプロモーション声優部オフィシャルブログにて、5月5日のミニライブイベントをもって会沢紗弥がユニットを卒業することを発表[28]。事務所には引き続き所属し、活動も継続する。
- 5月31日 - LIVE DVD『サンドリオン記念日〜ドリオンズとの702日〜』を初の映像作品として発売[29]。
- 6月13日 - 公式LINEアカウントを開設[30]。
- 9月6日 - duo MUSIC EXCHANGEにて5度目のワンマンライブ「SAN☆SUNふぇす2019 〜SAILING TO THE SUN〜」を開催[31]。
- 11月16日 - 1stシングル『僕らのSailing!!/Sun!Sun!dream on!/ブランコリック』発売[32]。
- 12月23日 - 横浜ベイホールにて6度目のワンマンライブ「聖☆ドリオンパーティ2019」を開催[33]。

### 2020年
- 1月4～19日 - AKIHABARAゲーマーズ本店にて衣装展を開催。最終日にはイベントも行われた[34]。
- 3月10日 - 3rdミニアルバム『SoundOrion Solo Collection』（3周年記念CD第1弾）発売[35]。
- 7月4日 - 1stベストアルバム『SOUND OF BEST』（3周年記念CD第2弾）発売[36]。従来商品を取り扱ってきたゲーマーズに加え、アニメイトでも販売する[37]。
- 7月16日 - 各楽曲配信サイトにて楽曲の配信を開始[38]。
- 10月9日 - KT Zepp Yokohamaにてファンミーティング「サンドリオン FAN FUN みーてぃんぐっ！」及び3周年ライブ「サンドリオン記念日 〜センキュー！よろしくっ☆〜」を開催[39][40]。
- 10月23日 - 1st写真集『SoundOrion』発売[41]。
- 12月20日 - 恵比寿ザ・ガーデンルームにて「聖☆ドリオンパーティ2020 〜Party・パーティ・ぱーてぃ〜」を開催[42]。

### 2021年
- 1月1日 - ゲーマーズの公式YouTubeチャンネル「ゲマチャンネル」にて「サンドリオンのわるいのはぜんぶゲーマーズ」が配信開始[43]。
- 3月31日 - 超!A&G+にてユニット初となる冠ラジオ番組「サンドリ on the Radio」が配信開始[44]。
- 4月11日 - 2ndシングル『ハッピーアイスクリーム』発売。初のオリコンチャート入りとなり、デイリー最高10位[45]及び週間最高55位を記録する[46]。
- 4月21日 - LIVE Blu-ray『サンドリオン記念日〜センキュー！よろしくっ☆〜』発売[47]。
- 8月8日 - 豊洲PITにてファンミーティング「サンドリオン春の運動会」及び4周年ライブ「Spring☆ふぇすた2021 〜Happiness 4 you〜」を開催[48]。
- 10月18日 - 10月15日に体調不良による当面の芸能活動休止を発表していた成海瑠奈のグループ脱退を発表。同時に10月27日発売予定だった1stフルアルバム『märch』の発売及び関連イベントの中止を発表した[49][50][注 11]。
- 12月26日 - 山野ホールにて「聖☆ドリオンパーティ2021 ～年忘れ大忘年会＼(^o^)／～」を開催[52]。

### 2022年
- 1月29日 - 1stフルアルバム『märch』発売[53]。
- 2月3日 - 公式LINE BLOGを開設[54]。
- 3月19日 - 神田スクエアホールにてファンミーティング「サンドリオン FAN☆FUNみーてぃんぐっ！2022」及び5周年ライブ「サンドリオン5th Anniversary Live 〜Going our way!〜」を開催[55]。
- 8月31日 - LIVE Blu-ray『サンドリオン5th Anniversary Live～Going our way!～』発売[56]。
- 10月8日 - 山野ホールにて「サンドリオンハロウィンパーティー」及びワンマンライブ「サンドリオン CheerfulLIVE ～エール!エール!!エール!!!～」を開催[57]。
- 12月21日 - 2ndベストアルバム『SOUND OF BES2』発売[58]。
- 12月24日 - 山野ホールにてワンマンライブ「聖☆ドリオン・ラララ・イヴ」を開催[59]。同イベントにて、2023年に日本コロムビアよりメジャーデビューすることを発表[60]。あわせて日本コロムビア内公式HP及び公式Instagramアカウントが開設された[7]。

### 2023年
- 4月1日 - 福生市民会館にて6周年ライブ「サンドリオン6th Anniversary Live 〜MUCHU×4〜」を開催[61]。
- 5月17日 - 日本コロムビアよりメジャー1stシングル『Angel Ladder』発売[8][62][9]。オリコンチャートにて、デイリー最高5位[63]及び週間最高18位[64][65]を記録する。
- 10月18日 - メジャー2ndシングル『天体図』発売[66]。表題曲はTVアニメ「星屑テレパス」エンディングテーマとして起用され、メジャーデビュー後初のタイアップ[67]となった。オリコンチャートではデイリー最高4位[68]及び週間最高9位[69][65]を記録。
- 10月18日 - アメーバブログにてオフィシャルブログを再開[70]。
- 11月11日～12月24日 - 11月11日:名古屋公演、11月12日:大阪公演、12月24日:東京公演の日程で、ユニット初となる東名阪ツアー「サンドリオン1stライブツアー 〜Bon Voyage〜」を開催[71]。

### 2024年
- 3月17日 - 代官山UNITにて7周年ライブ「サンドリオン7th Anniversary Live ～７ンダフル～」を開催[72]。
- 3月27日 - LIVE Blu-ray『サンドリオン6th Anniversary Live～MUCHU×4～』発売[73]。
- 5月8日 - 3rdシングル『Sunny Canvas』発売[74]。表題曲はTVアニメ「ワンルーム、日当たり普通、天使つき。」エンディングテーマとして起用された[75]。オリコンチャートではデイリー最高9位[76]及び週間最高20位[77][65][78]を記録。
- 10月27日 - ユニット初となるトレーディングカード『サンドリオンコレクション』を発売[79]。
- 11月4日 - 同年12月25日をもってユニットを解散することを発表[1]。
- 12月18日 - LIVE Blu-ray『サンドリオン1stライブツアー〜Bon Voyage〜』発売[80]。
- 12月25日 - オールタイムベストアルバム『SoundOrion Memorial BEST !!!!』及びソロコレクションアルバム『サンドリオン Solo collection BEST』発売[81][82]。
- 12月25日 - ところざわサクラタウンジャパンパビリオンホールAにてラストライブ「Sound Orion Live Finale 〜メリーメニーメモリーズ!!!!〜」を開催[83]。同公演をもって活動を終了、解散した[2][10]。

## ディスコグラフィ

### シングル
| #        | 発売日         | タイトル                                         | 規格品番  | 規格品番  | オリコン最高位 |
| #        | 発売日         | タイトル                                         | 特装盤    | 通常盤    | オリコン最高位 |
| STARDUST | STARDUST       | STARDUST                                         | STARDUST  | STARDUST  | STARDUST       |
| -------- | -------------- | ------------------------------------------------ | --------- | --------- | -------------- |
| 1st      | 2019年11月16日 | 僕らのSailing!!/Sun!Sun!dream on!/ブランコリック | SDMC-1065 | SDMC-1065 | 圏外           |
| 2nd      | 2021年4月11日  | ハッピーアイスクリーム                           | SDPC-6    | SDPC-6    | 55位           |

### メジャーシングル
| #              | 発売日         | タイトル       | 規格品番       | 規格品番       | オリコン最高位 |
| #              | 発売日         | タイトル       | 限定盤         | 通常盤         | オリコン最高位 |
| 日本コロムビア | 日本コロムビア | 日本コロムビア | 日本コロムビア | 日本コロムビア | 日本コロムビア |
| -------------- | -------------- | -------------- | -------------- | -------------- | -------------- |
| 1st            | 2023年5月17日  | Angel Ladder   | COZC-1992-3    | COCC-18113     | 18位           |
| 2nd            | 2023年10月18日 | 天体図         | COZC-2040-1    | COCC-18150     | 9位            |
| 3rd            | 2024年5月8日   | Sunny Canvas   | COZC-2089-90   | COCC-18204     | 20位           |

### アルバム

#### ミニアルバム
| #        | 発売日        | タイトル                   | 規格品番  | 規格品番  | オリコン最高位 |
| #        | 発売日        | タイトル                   | 特装盤    | 通常盤    | オリコン最高位 |
| STARDUST | STARDUST      | STARDUST                   | STARDUST  | STARDUST  | STARDUST       |
| -------- | ------------- | -------------------------- | --------- | --------- | -------------- |
| 1st      | 2018年6月9日  | わ                         | SANA-1806 | SANA-1806 | 圏外           |
| 2nd      | 2019年2月1日  | WANDERLAND                 | WANA-1809 | WANA-1809 | 圏外           |
| 3rd      | 2020年3月10日 | SoundOrion Solo Collection | SDMC-1068 | SDMC-1068 | 圏外           |

#### ベストアルバム
| #        | 発売日         | タイトル      | 規格品番  | 規格品番  | オリコン最高位 |
| #        | 発売日         | タイトル      | 特装盤    | 通常盤    | オリコン最高位 |
| STARDUST | STARDUST       | STARDUST      | STARDUST  | STARDUST  | STARDUST       |
| -------- | -------------- | ------------- | --------- | --------- | -------------- |
| 1st      | 2020年7月4日   | SOUND OF BEST | SDMC-1075 | SDMC-1074 | 圏外           |
| 2nd      | 2022年12月21日 | SOUND OF BES2 | SDPC-1034 | SDPC-1033 | 圏外           |

| #              | 発売日         | タイトル                          | 規格品番       | オリコン最高位 |
| 日本コロムビア | 日本コロムビア | 日本コロムビア                    | 日本コロムビア | 日本コロムビア |
| -------------- | -------------- | --------------------------------- | -------------- | -------------- |
| -              | 2024年12月25日 | SoundOrion Memorial BEST!!!!      | COCX-42428-9   | 圏外           |
| -              | 2024年12月25日 | サンドリオン Solo collection BEST | COKM-45423     | 圏外           |

#### フルアルバム
| #        | 発売日        | タイトル | 規格品番  | 規格品番  | オリコン最高位 |
| #        | 発売日        | タイトル | 特装盤    | 通常盤    | オリコン最高位 |
| STARDUST | STARDUST      | STARDUST | STARDUST  | STARDUST  | STARDUST       |
| -------- | ------------- | -------- | --------- | --------- | -------------- |
| 1st      | 2022年1月29日 | märch    | SDPC-1025 | SDPC-1024 | 圏外           |

### 先行配信
| 配信日        | タイトル                     |
| ------------- | ---------------------------- |
| 2021年5月17日 | LINE LOOP                    |
| 2021年5月17日 | Ouverture (Happiness 4 you!) |

### 映像作品
| #        | 発売日         | タイトル                                           |          |           |
| #        | 発売日         | タイトル                                           | DVD      | Blu-ray   |
| STARDUST | STARDUST       | STARDUST                                           | STARDUST | STARDUST  |
| -------- | -------------- | -------------------------------------------------- | -------- | --------- |
| 1st      | 2019年5月31日  | サンドリオン記念日〜ドリオンズとの702日〜          | SO-001   |           |
| 2nd      | 2021年4月21日  | サンドリオン記念日〜センキュー！よろしくっ☆〜      |          | SDPC-5    |
| 3rd      | 2022年8月31日  | サンドリオン5th Anniversary Live～Going our way!～ |          | SDPB-1007 |
| 4th      | 2024年3月27日  | サンドリオン6th Anniversary Live～MUCHU×4～        |          | SDPB-1022 |
| 5th      | 2024年12月18日 | サンドリオン1stライブツアー～Bon Voyage～          |          | SDPB-1026 |

### タイアップ
| 楽曲                    | タイアップ                                                         | 時期   | 収録作品                   |
| ----------------------- | ------------------------------------------------------------------ | ------ | -------------------------- |
| メグル・オモイ・メグル  | TVアニメ『捏造トラップ-NTR-』エンディングテーマ（4〜6話）          | 2017年 | ミニアルバム『わ』         |
| Never give upをもう一度 | スマートフォンゲーム『にゃんグリラ』テーマソング                   | 2019年 | ミニアルバム『WANDERLAND』 |
| 天体図                  | TVアニメ『星屑テレパス』エンディングテーマ                         | 2023年 | シングル『天体図』         |
| Sunny Canvas            | TVアニメ『ワンルーム、日当たり普通、天使つき。』エンディングテーマ | 2024年 | シングル『Sunny Canvas』   |

### オリジナル楽曲一覧
|    | タイトル                         | 初披露     | 作詞                                                | 作曲                                     | 編曲                           | 別バージョン |
| -- | -------------------------------- | ---------- | --------------------------------------------------- | ---------------------------------------- | ------------------------------ | --- |
| 1  | メグル・オモイ・メグル           | 2017/08/03 | HH                                                  | 如月なつき                               | 如月なつき                     | Re-arrange ver. 編曲:笹川真生 |
| 2  | がむしゃらリテイク               | 2017/12/10 | Dew                                                 | 清水淳一                                 | 清水淳一                       | Re-arrange ver. 編曲:辻林美穂 |
| 3  | 恋フルシルシ                     | 2017/12/22 | Dew                                                 | 岡田力也                                 | 清水淳一                       | Re-arrange ver. 編曲:倉内達矢 |
| 4  | タイムトラベル                   | 2018/03/21 | 4s4ki                                               | 4s4ki                                    | 森いづみ(SIGN SOUND)           | Original ver. 編曲:4s4ki 小山百代 ver. Reprise 弦編曲:森いづみ(SIGN SOUND)                                                                                                |
| 5  | ひとり ひとつ                    | 2018/05/26 | Dew                                                 | 清水淳一                                 | 清水淳一                       | |
| 6  | 肯定的思考Time                   | 2018/06/09 | Dew                                                 | 清水淳一                                 | 清水淳一                       | |
| 7  | 無重力ランデヴー                 | 2018/08/11 | やぎぬまかな                                        | やぎぬまかな                             | 辻林美穂                       | 汐入あすか ver. 編曲:柴田碧(パソコン音楽クラブ), Remix:ハヤシべトモノリ(Plus-Tech Squeeze Box)                                                                            |
| 8  | Wander Future                    | 2018/12/26 | やぎぬまかな                                        | 福田淳平                                 | 福田淳平, 森いづみ(SIGN SOUND) | |
| 9  | Never give upをもう一度          | 2019/02/01 | Diz                                                 | Diz                                      | Diz                            | |
| 10 | Go!Action                        | 2019/02/01 | Sakiel Kiriya                                       | Sakiel Kiriya, Hisashi Nawata            | Hisashi Nawata                 | 成海瑠奈 ver. |
| 11 | Zodiac Sign                      | 2019/02/01 | モリタコータ                                        | 石倉誉之                                 | 石倉誉之                       | |
| 12 | 未来地図                         | 2019/02/01 | YAS                                                 | YAS                                      | YAS                            | |
| 13 | Sun!Sun!dream on!                | 2019/09/01 | やぎぬまかな                                        | 河田貴央                                 | 河田貴央                       | |
| 14 | 僕らのSailing!!                  | 2019/09/06 | yuiko                                               | 青木宏憲(HANO), 廣澤優也(HANO)           | 青木宏憲(HANO), 廣澤優也(HANO) | |
| 15 | ブランコリック                   | 2019/09/06 | 渡辺翔                                              | 渡辺翔                                   | 笹川真生                       | 小峯愛未 ver. |
| 16 | illuminations                    | 2019/12/23 | やぎぬまかな                                        | 福田淳平                                 | 石濱翔(MONACA)                 | 黒木ほの香 ver. 編曲:福田淳平 |
| 17 | キラーチューン                   | 2019/12/23 | 4s4ki                                               | 4s4ki                                    | 鈴木一史                       | Remix:パソコン音楽クラブ |
| 18 | Ouverture                        | 2020/07/04 | -                                                   | 田中秀和(MONACA)                         | 田中秀和(MONACA)               | Ouverture (Happiness 4 you!) 編曲/REMIX:Tomggg Additional Horn Arrange:Atsuki(FIRE FORNS) Overture ～The Beginning of a SoundOrion's Great Adventure～ 作曲/編曲:睦月周平 |
| 19 | Familiar base                    | 2020/07/04 | 渡辺翔                                              | 渡辺翔                                   | 田中秀和(MONACA)               | Ginnojo Hoshi Remix 編曲/REMIX:星銀乃丈 |
| 20 | 環銀河系無形文化遺産：ラブソング | 2020/10/09 | 児玉雨子                                            | -                                        |                                | |
| 21 | 告白星                           | 2020/10/09 | 児玉雨子                                            | 4s4ki                                    | ヒゲドライバー, 辻林美穂       | Re-arrange ver. 編曲:N90° STUDIO |
| 22 | Imitate Fiction                  | 2020/10/09 | 烏屋茶房                                            | Powerless                                | Powerless                      | |
| 23 | タワマンのうた                   | 2020/10/09 | 篠崎あやと                                          | 篠崎あやと                               | 篠崎あやと                     | |
| 24 | ハッピーアイスクリーム           | 2021/08/08 | 八城雄太                                            | Junky                                    | Junky                          | |
| 25 | LINE LOOP                        | 2021/08/08 | やぎぬまかな                                        | 木暮栄一(the band apart)                 | 田中秀和(MONACA)               | in the blue shirt Remix |
| 26 | ゼロイチ                         | 2021/08/08 | 山崎あおい                                          | 渡辺翔                                   | 倉内達矢                       | |
| 27 | ライフ・イズ・キューティクル     | 2021/08/08 | 児玉雨子                                            | IMAKISASA, ツカダタカシゲ                | Tansa                          | |
| 28 | コン!ソン!ドン!                  | 2021/08/08 | 田村歩美(たむらぱん)                                | 田村歩美(たむらぱん)                     | 田村歩美(たむらぱん)           | |
| 29 | 君だけのオリオン                 | 2021/08/08 | ヒゲドライバー                                      | ヒゲドライバー                           | ヒゲドライバー                 | |
| 30 | S.T.A.R.T                        | 2021/12/26 | 黒木ほの香, 共作詞:やぎぬまかな                     | 南條雅登, やぎぬまかな, H ZETT M         | H ZETT M                       | |
| 31 | FAQ                              | 2022/03/19 | 渡辺翔                                              | 照井順政                                 | 照井順政                       | |
| 32 | Be Shine! Sound x Orion          | 2022/03/19 | TECHNOBOYS PULCRAFT GREEN-FUND, 共作詞:サンドリオン | TECHNOBOYS PULCRAFT GREEN-FUND           | TECHNOBOYS PULCRAFT GREEN-FUND | |
| 33 | Have a nice journey              | 2022/03/19 | アオワイファイ                                      | YASUHIRO(康寛), アオワイファイ           | YASUHIRO(康寛)                 | |
| 34 | ゼロイチまでフタリゴト           |            | シナリオ:八城雄太                                   | ハム(Foxtail-Grass Studio)               | ハム(Foxtail-Grass Studio)     | |
| 35 | ättension please                 |            | やぎぬまかな                                        | 木暮栄一(the band apart)                 | 木暮栄一(the band apart)       | |
| 36 | marble                           |            | やぎぬまかな                                        | パソコン音楽クラブ, やぎぬまかな         | パソコン音楽クラブ             | |
| 37 | メロン・ソーダ・フロート         | 2022/10/08 | いよわ                                              | いよわ                                   | いよわ                         | |
| 38 | 星のLarme                        | 2022/10/08 | 林英樹                                              | 佐藤純一(fhána)                          | 佐藤純一(fhána)                | |
| 39 | ダッサイ                         | 2022/12/24 | 清竜人                                              | 清竜人                                   | 清竜人                         | |
| 40 | Angel Ladder                     | 2023/04/01 | ミズノゲンキ                                        | 睦月周平                                 | 睦月周平                       | |
| 41 | カラフルイロドル                 | 2023/04/01 | 栗山健太, 萩原逸輝                                  | 栗山健太                                 | YouSee                         | |
| 42 | 天体図                           | 2023/09/08 | やぎぬまかな                                        | やぎぬまかな, パソコン音楽クラブ, phritz | パソコン音楽クラブ, phritz     | |
| 43 | ゆびきりの唄                     | 2023/10/08 | 堀江晶太                                            | 堀江晶太                                 | Nor, 堀江晶太                  | |
| 44 | Sunny Canvas                     | 2024/03/17 | 磯谷佳江, 絵伊子                                    | 渡部チェル                               | 渡部チェル                     | |
| 45 | きっと星は輝いている             | 2024/05/11 | Aira                                                | Aira                                     | Aira                           | |

## 出演
※はインターネット配信。各メンバーが単独で出演した作品については各メンバーの項目を参照。

### 映像番組
- スタヴァ！（2016年8月24日 - 2024年12月18日、ニコニコ生放送※・SHOWROOM※→YouTube Live※）[87][88][89]
- サンドリオンのわるいのはぜんぶゲーマーズ（2021年1月1日 - 2025年3月7日、YouTube※）[90]
- サンドリ on the Radio（2021年3月31日 - 2024年9月18日、超!A&G+※）[91][92]
- サンドリONLINE（2019年6月27日 - 2022年12月30日、LINE LIVE※）
- IDOL ♡ アカデミー(K・U・T)ノ爆（2017年4月18日、Kawaiian TV）ゲスト出演
- 超！アニメディア（生）（2019年8月8日、ニコニコ生放送※、YouTube Live※、Periscope※）小峯、成海の2名によるゲスト出演
- 鷲崎健のヨルナイト×ヨルナイト（超!A&G+※、ニコニコ生放送※）
  - 2019年11月29日：黒木、小山の2名によるゲスト出演[93]
  - 2020年7月30日：小峯、小山の2名によるゲスト出演[94]
  - 2022年12月9日：黒木、汐入の2名によるゲスト出演[95]
  - 2023年5月12日：黒木、汐入の2名によるゲスト出演[96]
  - 2023年10月20日：小峯、小山の2名によるゲスト出演[97]
  - 2024年5月3日：小峯、汐入の2名によるゲスト出演[98]
- アニゲー☆イレブン!（2023年5月19日、BS11）黒木、小山の2名によるゲスト出演[99]

## 主なライブ・イベント

### 単独ライブ・イベント
| 開催年 | 開催日   | タイトル                                               | 会場                                                                             | 備考                                                       |
| ------ | -------- | ------------------------------------------------------ | -------------------------------------------------------------------------------- | ---------------------------------------------------------- |
| 2017年 | 12月22日 | 聖☆ドリオンパーティ2017                                | 東放学園映画専門学校 STUDIO Dee（東京都）                                        |                                                            |
| 2018年 | 3月21日  | サンドリオン1st Anniversary Live 〜BU・TOH・KAI〜      | 東放学園映画専門学校 STUDIO Dee（東京都）                                        |                                                            |
| 2018年 | 8月11日  | SAN☆SUNふぇす2018 〜祭りだ『わ』っしょい！〜           | 渋谷WOMB（東京都）                                                               |                                                            |
| 2019年 | 2月10日  | サンドリオン記念日 〜ドリオンズとの702日〜             | 下北沢GARDEN（東京都）                                                           | 昼夜2部制                                                  |
| 2019年 | 9月6日   | SAN☆SUNふぇす2019 〜SAILING TO THE SUN〜               | duo MUSIC EXCHANGE（東京都）                                                     |                                                            |
| 2019年 | 12月23日 | 聖☆ドリオンパーティ2019                                | 横浜Bay Hall（神奈川県）                                                         |                                                            |
| 2020年 | 10月9日  | サンドリオン FAN FUN みーてぃんぐっ！                  | 神田明神ホール（東京都） →KT Zepp Yokohama（神奈川県）                           | COVID-19の影響により3月8日から振替                         |
| 2020年 | 10月9日  | サンドリオン記念日 〜センキュー！よろしくっ☆〜         | 神田明神ホール（東京都） →KT Zepp Yokohama（神奈川県）                           | COVID-19の影響により3月8日から振替                         |
| 2020年 | 12月20日 | 聖☆ドリオンパーティ2020 〜Party・パーティ・ぱーてぃ〜  | 恵比寿ザ・ガーデンルーム（東京都）                                               | 昼夜2部制、第2部は配信あり                                 |
| 2021年 | 8月8日   | サンドリオン春の運動会                                 | 豊洲PIT（東京都）                                                                | 4月25日に発令された緊急事態宣言を受け4月29日から振替       |
| 2021年 | 8月8日   | Spring☆ふぇすた2021 〜Happiness 4 you〜                | 豊洲PIT（東京都）                                                                | 4月25日に発令された緊急事態宣言を受け4月29日から振替       |
| 2021年 | 12月26日 | 聖☆ドリオンパーティ2021 ～年忘れ大忘年会＼(^o^)／～    | 山野ホール（東京都）                                                             |                                                            |
| 2022年 | 3月19日  | サンドリオン FAN☆FUNみーてぃんぐっ！2022               | 神田スクエアホール（東京都）                                                     |                                                            |
| 2022年 | 3月19日  | サンドリオン5th Anniversary Live ～Going our way!～    | 神田スクエアホール（東京都）                                                     |                                                            |
| 2022年 | 10月8日  | サンドリオンハロウィンパーティー                       | 山野ホール（東京都）                                                             |                                                            |
| 2022年 | 10月8日  | サンドリオン CheerfulLIVE ～エール!エール!!エール!!!～ | 山野ホール（東京都）                                                             |                                                            |
| 2022年 | 12月24日 | 聖☆ドリオン・ラララ・イヴ                              | 山野ホール（東京都）                                                             |                                                            |
| 2023年 | 4月1日   | サンドリオン6th Anniversary Live 〜MUCHU×4〜           | 福生市民会館（東京都）                                                           |                                                            |
| 2023年 | 11月11日 | サンドリオン1stライブツアー 〜Bon Voyage〜             | ボトムライン（愛知県）                                                           |                                                            |
| 2023年 | 11月12日 | サンドリオン1stライブツアー 〜Bon Voyage〜             | FAN J twice（大阪府）                                                            |                                                            |
| 2023年 | 12月24日 | サンドリオン1stライブツアー 〜Bon Voyage〜             | 山野ホール（東京都）                                                             |                                                            |
| 2024年 | 3月17日  | サンドリオン7th Anniversary Live ～７ンダフル～        | 代官山UNIT（東京都）                                                             |                                                            |
| 2024年 | 12月25日 | Sound Orion Live Finale 〜メリーメニーメモリーズ!!!!〜 | 山野ホール（東京都） →ところざわサクラタウン ジャパンパビリオンホールA（埼玉県） | 法令上の疑義を理由とする山野ホールの貸出中止を受け会場変更 |

### ゲスト出演・合同イベント
| 開催年 | 開催日      | タイトル | 会場                                       |
| ------ | ----------- | --- | ------------------------------------------ |
| 2017年 | 3月23日     | 超!アニメディア劇場 2日目                                                                                           | 新宿FACE                                   |
| 2017年 | 11月3日     | 浜松町グリーン・サウンドフェスタ浜祭 ～『声優&アイドルFes! in 文化放送』                                            | 文化放送メディアプラスホール               |
| 2017年 | 12月26日    | はりけ〜んず前田と沢城千春の「ルミネde何やる？４」                                                                  | ルミネtheよしもと                          |
| 2018年 | 2月3日      | 2018第六屆台北國際動漫節 ICHIBAN JAPAN日本館 3日目                                                                  | 台北世界貿易中心南港展覽館                 |
| 2018年 | 2月3日      | ICHIBAN NIGHT | CLAPPER STUDIO                             |
| 2018年 | 2月4日      | 2018第六屆台北國際動漫節 ICHIBAN JAPAN日本館 4日目                                                                  | 台北世界貿易中心南港展覽館                 |
| 2018年 | 4月30日     | SAMURAI GIRLS FESTIVAL 2018 in JAPAN                                                                                | ディファ有明                               |
| 2018年 | 7月7日      | アイドル横丁夏まつり!!〜2018〜 1日目                                                                                | 横浜赤レンガパーク                         |
| 2018年 | 7月28日     | こえよせ〜温泉宴会型声優寄席〜                                                                                      | 東京天然温泉 古代の湯                      |
| 2018年 | 7月29日     | スペシャル感謝Day サンドリオン1日店長イベント                                                                       | ゲーマーズ町田店                           |
| 2018年 | 10月3・4日  | CICF EXPO | 広州ポリワールドトレード・エキスポセンター |
| 2018年 | 10月14日    | 「アニ玉祭2018」PRステージ                                                                                          | 大宮ソニックシティ                         |
| 2018年 | 11月1日     | 中央大学学園祭「第52回白門祭」ライブ&トークイベント 「サンドリオン ライブ&トークショー 〜多摩に姫がやってきた！〜」 | 中央大学多摩キャンパス                     |
| 2018年 | 12月1日     | こえよせ 〜学園型声優トークバラエティ〜                                                                             | 東京アニメ・声優専門学校                   |
| 2019年 | 4月7日      | Kleissis Resonance 〜with サンドリオン〜                                                                            | Zirco Tokyo                                |
| 2019年 | 8月10・11日 | コミックマーケット96                                                                                                | 東京ビッグサイト青海展示棟                 |
| 2019年 | 9月1日      | Animelo Summer Live 2019 -STORY- けやきひろばステージ                                                               | けやきひろば                               |
| 2019年 | 12月14日    | AGF Korea 2019 | KINTEX 第2展示場                           |
| 2022年 | 4月2日      | DIALOGUE＋ スリーマンライブ「タイバン」                                                                             | 山野ホール                                 |
| 2023年 | 4月22日     | KIMCHIKURA KARAOKE SP Vol.2                                                                                         | V. SPACE                                   |
| 2023年 | 8月5日      | 夏葉原 アキバ大好き! 祭り 2023                                                                                      | ベルサール秋葉原                           |
| 2023年 | 9月8日      | ANIMAX MUSIX NEXTAGE 2023                                                                                           | STUDIO Dee                                 |
| 2023年 | 9月16日     | ナガノアニエラフェスタ2023                                                                                          | 佐久市駒場公園                             |
| 2023年 | 10月28日    | マチ★アソビ vol.27                                                                                                  | 新町橋東公園ステージ                       |
| 2023年 | 11月18日    | ANIMAX MUSIX 2023                                                                                                   | 横浜アリーナ                               |
| 2023年 | 12月10日    | 京 Premium Live 2023                                                                                                | ロームシアター京都                         |
| 2024年 | 3月30日     | ANIMAX MUSIX 2024 SPRING                                                                                            | 武蔵野の森総合スポーツプラザ               |
| 2024年 | 6月20日     | フィロソフィーのダンス 対バンツアー「Live Synergy」w/サンドリオン                                                   | Yogibo META VALLEY                         |
| 2024年 | 9月21日     | ナガノアニエラフェスタ2024                                                                                          | 佐久市駒場公園                             |

### 配信ライブ
| 開催年 | 開催日  | タイトル                                     | 配信サイト |
| ------ | ------- | -------------------------------------------- | ---------- |
| 2020年 | 4月4日  | サンドリONLINE 番外編 〜スタジオライブ配信〜 | LINE LIVE  |
| 2020年 | 7月11日 | サン・ドリオン♪ 〜いい気分〜                 | ZAIKO      |

### バスツアー
| 開催年 | 開催日  | タイトル |
| ------ | ------- | --- |
| 2018年 | 6月30日 | サンドリオン・ファンツアー メンバーと一緒に バーベキューの昼食と収穫＆ものづくり体験のミステリーツアー!!                 |
| 2019年 | 6月30日 | サンドリオン・ファンツアー2019 今年もやります!! メンバーと一緒にバーベキューの昼食と、ものづくり体験のミステリーツアー!! |

## 書籍

### 写真集
- SoundOrion（2020年10月23日、主婦の友インフォス）ISBN 9784073315766[105]